# Осман I
Осман I Гази или Гаази (на османски турски: عثمان غازى) е турски бей, първият самостоятелен владетел от Османската династия. Достоверните сведения за живота на Осман Гаази са оскъдни, като голяма част от известното за него се съдържа в по-късни легенди, често обслужващи пропагандата на Османската династия.

## Произход
Според преданието Осман е роден през 1258 г. Той е легендарен син на Ертугрул, владетел на османския бейлик, разположен на северозападната граница на Иконийския султанат с център в градчето Сьогют в долината на река Сакария. Осман излиза на историческата сцена едва по повод битката при Бафеус (1302 г.), когато Осман разбил хетериарха Музалон при Бафеус, близо до Никомедия (Измит) и описана от неговия съвременник, историка Пахимер. Намерена е монета, изсечена от името на Осман, син на Ертогрул, а в османски регистър от средата на XV в. се споменава за религиозно дарение, направено за спасение на душата му в Сьогют, където и днес може да се посети неговият гроб. За останалия му живот няма достоверни факти
.

## Управление
Осман наследява баща си през 1281 г. Първите военни и политически действия Осман Гази провежда срещу византийците. През 1299 г. Иконийският султанат се разпада и той се самопровъзгласява за независим владетел и приема титлата султан.
Около 1302 г. Осман нанася поражение на византийския военачалник Музалон. Малко по-късно той завзема Белокома (Биледжик) и още няколко крепости в долината на Сакария – Инегьол, Кьопрюхисар, Ярхисар, Йенихисар. През 1302 г. османските войски разгромяват византийците при крепостта Куюнхисар и със завземането ѝ навлизат в Мармара.
Осман Гаази поставя за управители на завоюваните райони синовете си и брат си. Ескишехир се управлявала от брат му Гюндюз, Караджахисар от сина му Орхан Гази, Ярхисар от Хасан, Инегьол от Тургут. Останалите стратегически зони са дадени за управление на най-приближените му командири, отличили се при тяхното завоюване. По този начин той ги прави зависими и си осигурява по-нататъшната им подкрепа.
В края на 1306 г., след завземането на Кестел, Кете и Улубат, е подписан първият военен договор в историята на бъдещата Османска империя – с Византия след офанзивата на каталунската компания.
Осман Гаази започва да оказва натиск върху Византийската империя, като контролира едни от най-важните за нея търговски пътища. През този период част от населението на завоюваните от Осман територии започва доброволно да приема исляма. Сред тях има даже високопоставени лица във византийската администрация, като Кьосе Михал, управител на крепостта Харман кая (на турски: Harmankaya) в подножието на Олимп в Мала Азия. Заедно със своята армия той доброволно се присъединява към османците и по този начин неговите крепости Ефке, Месек и Акхисар преминават към територията на Осман. През 1315 г. е завзета Бурса и обявена съвсем символично за първата османска столица.
Известни са шест синове на Осман – Орхан, Чобан, Мелек, Хамид, Пазарлу и Алаеддин – и една дъщеря, Фатма. Орхан го наследява не без затруднения, защото си съперничи с Алаеддин, който доброволно (или насила) се отказва от престола. През 1320 г., поради заболяване на Осман, Орхан Гаази поема командването. Османската армия завзема областите Мудания и Гемлик (1321), Акиази и Анякой (1323 г.), Карамурсел и Карацебей (1324) и Орханели (1325).
Територията на Османския бейлик при Осман нараства от 4800 квадратни километра на 16 000 квадратни километра. Освен че завоюва нови територии, той създава и много закони. Местните спахии, събирайки тимара от селяните, си осигуряват средства за закупуването на коне и оръжия, необходими за многото войни.
Осман умира по всяка вероятност между септември 1323 г. и март 1324 г. Ако наистина е живял до превземането на Бурса (6 април 1326 г.), както твърдят някои хронисти и арабският пътешественик Ибн Батута, със сигурност той не е упражнявал властта си след март 1324 г. Според най-ранния автентичен османски документ, съставен през март 1326 г., по това време той вече е починал.